# Битка за Босански Брод
Битка за Босански Брод је вођена од 27. септембра до 7. октобра 1992. године између Војске Републике Српске и јединица полиције Републике Српске Крајине, с једне стране и Хрватске војске, Хрватског вијећа одбране и Хрватских одбрамбених снага, с друге стране, у завршном делу операције Коридор 92.

## Претходни догађаји
Марта 1992. године, у Босански Брод су ушле хрватске паравојне снаге и отпочеле злочине над српским цивилима. Према сведочењима генерала Бошка Келечевића, начелника Штаба Првог крајишког корпуса Војске Републике Српске, само у селу Сијековац је првог месеца убијен 51 цивил. Ово је био први организовани злочин над српским становништвом у рату у Босни и Херцеговини. Између марта и октобра 1992. године, припадници Хрватских одбрамбених снага и Армије Републике Босне и Херцеговине су у Босанском Броду извршили више злочина над цивилним становништвом српске националности. На простору града је деловало неколико концентрационих логора, а процењује се да је кроз њих прошло око 2.000 српских цивила.
Са простора Брода и околних места, пописано је 76 српских цивила који су убијени, док се многи воде као нестали.
У селу Лијешће срушена је сеоска црква Силаска Светог Духа из 1869. године.
Код Срба у Посавини још увек је била јака свест о усташком геноциду из Другог светског рата, нарочито ојачана чињеницом да су бригаде Хрватског вијећа одбране користиле усташке симболе на својим амблемима, попут латиничког слова "U".

## Ситуација на терену
Током августа и септембра 1992. године, Војска Републике Српске је у више наврата покушала да пресече мостобран код Босанског Брода, али без успеха. Хрватско вијеће одбране и Армија Републике Босне и Херцеговине су константно вршиле притисак на делове пута који је био под контролом ВРС.

## Ангажоване снаге
Војска Републике Српске је за ову битку ангажовала:
- 1. крајишки корпус Војске Републике Српске.

На хрватској страни су биле ангажоване:
- 101. босанско бродска бригада Хрватског вијећа одбране;
- 108. бригада Хрватског вијећа одбране;
- 157. бродска бригада Хрватске војске.

## Битка
Напад јединица Првог крајишког корпуса ВРС на мостобран ХВ-ХВО у Броду покренут је 27. септембра. Првих неколико дана није било већих напредовања српских снага. Преокрет се догодио 4. октобра када ВРС успешно уравнотежава своје снаге на линији додира са непријатељем. Јединице Првог крајишког корпуса заузимају Брод 6. октобра у 22.00 часа. Главнина хрватских снага се током ноћи 5. – 6. октобра извукла преко Саве у Славонски Брод, а наредног дана су минирали мост како би онемогућили прелазак српских снага у Славонију. Тако је 7. октобра окончана битка за Брод.

## Епилог
Ослобођењем Босанског Брода, окончана је операција Коридор 92. Хрватски извори помињу да је у завршници битке око 8.000 избеглица прешло из Босанског у Славонски Брод, али како су борбе трајале око моста на Сави, који су потом и минирале хрватске снаге, биће да је овај број преувеличан.